# Star Wars: X-Wing Alliance
 (mars 2023).
Améliorez-le ou discutez des points à vérifier. 
Star Wars: X-Wing Alliance est un jeu vidéo de combat spatial, se déroulant dans l'univers de Star Wars, dans laquelle le joueur incarne Ace Azzameen, cadet d'une famille propriétaire d'une respectable entreprise de transports.

## Histoire

### Synopsis
La Rébellion se répand comme une traînée de poudre à travers la galaxie. L'Empire, bien décidé à en finir avec cette menace, regroupe ses troupes et resserre son étau. Tandis que des planètes et des civilisations entières se retrouvent entraînées dans cette lutte sanglante, les familles et les entreprises, quelle que soit leur taille, ne peuvent ignorer ce conflit. Les Azzameen, propriétaires d'une modeste entreprise de transport, font partie de ces familles. Afin de faire prospérer leur commerce, ils ont dû affronter les tactiques musclées des familles rivales, le crime organisé, ainsi que les conglomérats d'escrocs soutenus par l'Empire. Dans un monde où les pots-de-vin, la corruption, la trahison et le vol sont monnaie courante, l'honneur des Azzameen a toujours prévalu.
Dans X-Wing Alliance, le joueur doit effectuer diverses missions de commerce, de contrebande et de reconnaissance en incarnant « Ace », le cadet des Azzameen. Il devra protéger son entreprise et sa famille des tentatives de prise de contrôle orchestrées par vos rivaux, les Viraxo. Dirigée par le patriarche K'Armyn Viraxo, cette famille a toujours considéré que les Azzameen empiétaient sur leur territoire et il se pourrait que la concurrence, jusqu'ici purement commerciale, dégénère en un conflit beaucoup plus violent.

### Introduction
Après la victoire de l'Alliance à Yavin 4, l'Empire Galactique doit faire face à une véritable guerre civile. Pour venger la défaite de l'Empereur, Dark Vador a ordonné la destruction de la base des Rebelles, sur Hoth.
Tomaas et Antan Azzameen, gérants d'une société de transports stellaires, se retrouvent pris entre deux feux. Harcelés par des officiers Impériaux corrompus et par les Viraxo, leurs rivaux de toujours, les Azzameen ont cependant réussi à prospérer.
Sympathisants de la Rébellion, mais craignant la puissance de l'Empire Galactique, les Azzameen devront bientôt choisir leur camp dans le plus terrible des conflits.

### Chronologie
L'action se déroule vraisemblablement entre Star Wars, épisode V : L'Empire contre-attaque et Star Wars, épisode VI : Le Retour du Jedi. En effet, une fois la séquence d'introduction terminée, le jeu bascule sur une scène cinématique montrant le transport corellien YT-2000 « Otana » de Tomaas Azzameen, forçant le blocus impérial de la planète Hoth. De plus, le joueur participera à l'assaut contre la seconde Etoile Noire, pendant la bataille d'Endor. Enfin, des évènements relatés dans le livre Les Ombres de l'Empire interviendront dans XWA, comme la mention du personnage de Xizor, l'attaque du transporteur « Suprosa », qui dissimule les plans de la seconde Etoile Noire, l'attaque Impériale des astéroïdes de Vergesso, et l'apparition des Bothans Koth Melan et Borsk Fey'lya.

## Personnages

### Les membres de la famille
- Tomaas Azzameen : Père du héros, à la tête de l'entreprise familiale, les Services de Transport des Soleils Jumeaux, depuis sa création. Il prend généralement ses décisions après mûre réflexions et avec beaucoup de prévoyance. Le succès de sa société a entraîné une rivalité avec les Industries Viraxo, une compagnie pas vraiment honnête, et de mèche avec les Impériaux. Tomaas semble être un sympathisant de la cause Rebelle.
- Antan Azzameen : L'oncle du héros est le cofondateur de l'entreprise familiale. Il fait de son mieux pour que la famille reste neutre, afin d'éviter d'éventuelles représailles de l'Empire, en particulier après l'évacuation précipitée de la base de Hoth. « L'avenir de la famille Azzameen est ce qui compte le plus pour moi », a-t-il un jour déclaré. « Ce n'est pas une bonne idée de se mêler du conflit entre l'Empire et les Rebelles. Nos seuls ennemis, ce sont les Viraxo. »
- Galin Azzameen : Le frère aîné du héros est l'héritier logique de l'entreprise familiale. Ayant toujours été le plus calme et le plus réfléchi des enfants de la famille, Galin est destiné à suivre les traces de Tomaas. Le profond sens moral qu'il partage avec ce dernier lui a inspiré une sympathie naturelle pour la cause des Rebelles, bien qu'il n'ait jamais réellement rejoint l'Alliance.
- Emon Azzameen : Emon est le second frère du héros. C'est un excellent pilote, mais son tempérament fougueux a parfois tendance à affecter son jugement. Lorsqu'un combat a lieu dans les environs, Emon n'est généralement pas loin. Aeron a un jour déclaré : « Les ennuis sont attirés par Emon comme la limaille par un aimant. Et en plus, il aime ça. »
- Aeron Azzameen : La grande sœur du héros est une informaticienne de talent qui s'est spécialisée dans le piratage de systèmes réputés inviolables. Elle a généralement un esprit ouvert, mais peut s'avérer vraiment têtue lorsqu'elle a pris une décision. Olin Garn est la seule personne extérieure à la famille qui connaisse sa véritable nature, sensible et affectueuse. Elle tient beaucoup à vous, et vous avez toujours été son frère préféré.

### Les amis de la famille
- Olin Garn : Avant de rejoindre la Rébellion, Olin était un pilote de transporteur expérimenté, et un chasseur de primes indépendant. Au fil de ses collaborations, avec les Azzameen, il est devenu un ami très proche d'Aeron. Toute la famille l'a rapidement adopté comme l'un des leurs.
- Emka-09 « MK » : Droïde de maintenance MK-09 des Industries Kalibac, ayant subi de nombreuses modifications. Ces améliorations lui permettent de réparer, de piloter et de copiloter la plupart des vaisseaux légers ou moyens, y compris les chasseurs. Il est extrêmement jaloux des autres droïdes et prompt au combat. En fait, son enthousiasme pour l'action est si prononcé qu'il est fréquemment question de réviser ses circuits d'agressivité.
- Dunari : Ami proche et partenaire en affaires du père du héros, Dunari est le propriétaire de l'un des plus célèbres casinos de la galaxie. Bien qu'il soit souvent impliqué dans des histoires de contrebande, sa profonde amitié et sa loyauté envers les Azzameen ne fait aucun doute.

### Les ennemis de la famille
- K'Armyn Viraxo : Patriarche de la famille Viraxo et chef du conglomérat de transport « les Industries Viraxo ». Ce sont de redoutables ennemis qui ne portent pas les Azzameen dans leur cœur. Ayant dominé les lignes de transport locales pendant des années, en grande partie grâce à leurs méthodes coercitives et à leurs liens avec l'Empire, ils ne voient pas d'un bon œil l'importante croissance des Services de Transport des Soleils Jumeaux. La famille Viraxo semble prête à tout pour conserver son monopole.

## Système de jeu

### Pilotage
La totalité des missions se déroulant dans l'espace (parfois dans des tunnels d'astéroïdes ou dans l'Etoile Noire), les notions de haut ou de bas sont inexistantes, et le joueur n'a pas souvent à se soucier de l'orientation de son appareil. Il est cependant capable de faire faire des tonneaux à son vaisseau. Le pilote a accès à plusieurs appareils, disposant chacun de leurs propres caractéristiques : maniabilité, vitesse maximale, résistance du bouclier, résistance de la coque, armement. La plupart des missions se déroulent en espace dégagé, mais le pilote devra parfois manœuvrer dans un champ d'astéroïdes, ou dans un champ de mines.

Le jeu est automatiquement sauvegardé après chaque mission, sur le profil du pilote. Cependant, il n'est pas possible de sauvegarder pendant une mission. Grâce au dialogue de démarrage, il est possible de créer plusieurs profils, permettant ainsi à plus d'un joueur de jouer sur le même ordinateur.

Un autre aspect crucial du pilotage est le Relais énergétique. En effet, chaque vaisseau dispose de plusieurs systèmes alimenté par une seule source d'énergie. Les systèmes sont les moteurs, les canons, le bouclier (si le vaisseau en possède), et l'arme à faisceau (si le vaisseau en possède). On peut voir ce système de relais comme un réseau de vases communicants dans lequel le vase principal (celui qui remplit les autres) est le moteur. Canons, boucliers et arme à faisceau disposent de 5 rythmes de recharge différents (le joueur peut régler individuellement ces rythmes de recharge pour chacun de ses systèmes, et peut même enregistrer jusqu'à 2 configurations préétablies de rythmes, qu'il peut appeler ensuite, en appuyant simplement sur une touche) :
- Énergie totalement redirigée vers les moteurs : Comme son nom l'indique, ce mode annule toute transmission de l'énergie des moteurs vers le système concerné. Celui-ci se décharge alors, de manière assez rapide. En contrepartie, les moteurs disposent alors de plus d'énergie, et augmentent la vitesse de l'appareil.
- Énergie partiellement redirigée vers les moteurs : Semblable au mode précédent, mais la quantité redirigée est plus petite. Cependant, la quantité allouée au système concerné n'est toujours pas suffisante pour maintenir une charge constante, et celui-ci se décharge toujours, mais plus lentement.
- Recharge normale : Le parfait équilibre. Le système concerné ne se décharge pas tant qu'il n'est pas utilisé ou sollicité par le joueur. Mais lorsqu'il est utilisé, il ne se recharge pas de lui-même (comme une pile dans un appareil électrique).
- Recharge accélérée : Alloue plus d'énergie au système concerné, ce qui lui permet de se recharger lentement lorsqu'il a été utilisé ou sollicité. Gardez néanmoins à l'esprit que, chargé ou déchargé, le système concerné absorbe toujours la même quantité d'énergie (autrement dit, la vitesse du vaisseau n'augmentera pas lorsqu'un système atteindra sa charge maximale, à moins que le joueur n'intervienne manuellement sur les rythmes de recharge).
- Recharge maximale : Alloue la quantité maximale d'énergie au système concerné, ce qui lui permet de se recharger rapidement lorsqu'il a été utilisé ou sollicité. Le mode le plus gourmand en énergie.

Outre le Relais, le joueur dispose de commande au clavier pour transmettre rapidement des paquets d'énergie depuis un certain système vers un autre, ce qui peut s'avérer utile en situation d'urgence, et même concentrer ses boucliers vers l'avant ou l'arrière.
Ainsi, lors des déplacements « normaux », il est inutile de se mettre en mode de recharge maximal ; vos coéquipiers sont généralement en mode de recharge normale et vous distanceront rapidement. Cela peut être pénalisant, car ils engageront l'ennemi les premiers, et vous pourriez ne pas gagner autant de points que possible.

Le menu principal permet, entre autres, de régler la difficulté de la campagne, d'activer les collisions, ainsi que l'invulnérabilité et les munitions illimitées. Il est conseillé de laisser les valeurs par défaut, car réaliser une mission avec une aide de ce type est fortement pénalisant au niveau des points (le compte-rendu de mission sera amputé de tous les points de bonus gagnés pendant la mission, et seulement 5 % du score sera conservé). La difficulté de la mission peut néanmoins être modifiée sans impact sur les points.

Pour agrémenter les missions, des extraits musicaux de la saga sont joués. Lors de certains évènements, des morceaux spéciaux sont joués (par exemple, une musique impériale lors d'un échec mission, la Marche Impériale lorsqu'un vaisseau capital Impérial ou des renforts Impériaux entrent dans le secteur, une musique inquiétante lorsque des vaisseaux hostiles non identifiés entrent dans le secteur, une musique victorieuse lors d'une victoire...).

Une carte graphique avancée permet de profiter d'effets améliorés, comme les traînées de missiles, des effets d'absorption des lasers par les boucliers, des avaries, fuites et fumées sur les vaisseaux endommagés, des effets de halo face aux soleils, les lueurs des moteurs, proportionnelles avec la vitesse de l'engin, des éclairages localisés, des éclairs à la surface des engins court-circuités, des détails plus fin, le joueur peut également choisir la couleur de son HUD.
Chaque vaisseau dispose d'un HUD très complet, donnant accès à de nombreuses informations.

## Affectations

### Transport personnel
Pendant le Prologue, le joueur se repose à sa maison, dans son transport, avec MK. Pour jouer la mission familiale, le joueur doit cliquer sur MK. Le couloir du fond amène le joueur au simulateur, à partir duquel il peut sélectionner le mode solo, multijoueur ou, s'il a installé le patch 2.02, le mode projection, qui lui permet de repasser une séquence de mission préalablement enregistrée. Une fois que le joueur a rejoint l'Alliance, le couloir du fond donne accès à la coursive du croiseur Rebelle auquel le joueur est affecté.

### Croiseur Rebelle
Lorsque le joueur rejoint l'Alliance, l'écran de démarrage change. Il se trouve dans la coursive de croiseur Rebelle auquel il est affecté (le joueur sera affecté sur le « Défiance », puis sur le « Liberté », et enfin sur l'« Indépendance » ; les coursives ne changent pas d'un croiseur à un autre). La porte de face donne accès aux missions pour l'Alliance. Si elle ne s'ouvre pas, cela signifie qu'une mission familiale doit être accomplie. Le joueur doit alors se rendre dans son transport personnel, en cliquant sur MK, en bas à gauche de l'écran.

La porte de gauche donne accès à la salle des simulateurs. Le joueur peut y choisir les bornes multijoueur (au fond), ou les bornes solo (au premier plan). Il peut enfin changer d'avis et emprunter la porte au fond pour retourner à la coursive.

La porte de droite donne accès au parcours d'entraînement des pilotes.

La porte en bas à droite donne accès, si le joueur est en version 2.02, à la salle de projection. Le joueur peut y visualiser une séquence vidéo de mission, enregistrée préalablement.

Enfin, le globe bleu donne accès à une base de données sur les vaisseaux rencontrés et utilisés par le joueur. Elle est mise à jour au fur et à mesure du déroulement de la campagne.

### Missions
XWA propose une campagne de 53 missions, réparties en 1 Prologue et 8 Batailles. Les Batailles et le Prologue sont généralement divisés en 6 ou 7 missions, exceptés la Bataille 0, qui n'est composée que de 2 missions d'entraînement, et la Bataille 7, qui comporte 4 missions.

Le Prologue est uniquement constitué de missions familiales. Les Batailles représentent les missions pour le compte de l'Alliance rebelle, mais certaines missions familiales se glisseront dans ces Batailles.

Pour jouer les missions familiales, le joueur doit se rendre dans son transport, et cliquer sur MK. Le couloir du fond l'amènera au simulateur, s'il n'a pas encore rejoint l'Alliance rebelle. Si tel est le cas, le couloir du fond l'amènera à la coursive du croiseur Rebelle auquel il est affecté, et il devra cliquer sur la porte en face de lui pour assister au briefing des missions pour l'Alliance.

Le type de mission peut varier, il peut s'agir de mission d'escorte, de reconnaissance, de bombardement, de transport, de contrebande, voire de neutralisation. Parfois, le joueur peut retourner sur son croiseur en pleine bataille, si la bataille se déroule près des croiseurs ou si une balise hyperespace permet un saut jusqu'au croiseur, pour changer de vaisseau, ou recharger ses missiles.

Pour que la mission soit réussie, tous les objectifs doivent être atteints, et l'issue doit être « Victoire ». Le joueur peut consulter l'avancement des objectifs sur son MFD :
- En jaune : Les objectifs restant à accomplir, ils sont souvent mis à jour en fonction de l'évolution de la situation.
- En vert : Les objectifs atteints. Lorsque tous sont en vert, l'issue devient une victoire, et le joueur peut rentrer à son croiseur.
- En bleu : Les conditions d'échec. Si une de ces conditions est remplie, l'issue devient un échec.
- En rouge : C'est mauvais signe. Les objectifs qui ne peuvent plus être atteints, ou les actions qui ont provoqué l'échec de la mission apparaissent en rouge. Le joueur doit en général rejouer la mission.

Si la mission est un échec, au bas du compte-rendu, le bouton représentant un point d'interrogation permet d'accéder à des conseils stratégiques. Un autre bouton, représentant un casque renversé, permet de sauter jusqu'à trois missions pour le compte de l'Alliance.

Lorsque le joueur est détruit, il est ramené à son croiseur à bord d'une Navette, ce qui laisse à penser qu'il a pu s'éjecter. Il a alors le choix de consulter le compte-rendu, ou de rejouer la mission.

Pendant chaque mission, le joueur peut avoir l'occasion de détruire des adversaires : plus l'appareil adverse est gros ou important, plus il rapporte de points. L'atteinte des objectifs rapporte également des points. Si le joueur accompli certains objectifs non prévus, il remporte des points de bonus (les points bonus sont indiqués dans le MFD des objectifs, en vert, avec le motif pour lesquels ils ont été remportés). Détruire un vaisseau allié, cependant, inflige des pénalités. Les points servent pour les promotions, le grade, et certaines décorations.
Dans les missions familiales, le joueur prendra les commandes d'un transport Corellien YT-1300 « Sabra », doté d'un canon laser frontal et d'une tourelle, ou d'un YT-2000 « Otana », doté de deux tourelles, d'un canon laser frontal et d'un canon à ions frontal. MK, et parfois Aeron, feront office de copilotes. Outre les combats arrivant souvent, ces missions seront surtout axées sur le transport de marchandises. Le joueur peut également consulter ses courriels dans son transport, sur le réseau Alliance.reb, en cliquant sur l'écran au-dessus de sa couchette. Il peut également y visualiser ses statistiques pour les missions familiales, les missions pour l'Alliance, et les missions effectuées via le simulateur.
À l'issue de chaque mission pour le compte de la famille, et de certaines pour le compte de l'Alliance, le joueur ramènera un souvenir de la mission, qui sera accroché dans son transport (voir les listes des Batailles).
Les missions pour l'Alliance mettront le joueur, la plupart du temps, face à face avec des vaisseaux impériaux. Le joueur aura la possibilité de piloter des vaisseaux de l'Alliance, comme le A-wing, le B-wing, le X-wing, le Y-wing, et le Z-95.
Lors des missions, le joueur gagnera des points. Ces points lui permettront de monter en grade et rangs (voir ci-dessous).
Le joueur peut consulter son grade en cliquant sur l'épaulette de son uniforme, dans son transport. Son grade est influencé par les points acquis au cours des missions accomplies pour le compte de l'Alliance :
| Points | Grades                |
| ------ | --------------------- |
| 0      | Recrue                |
| 100    | Cadet                 |
| 10000  | Officier Instructeur  |
| 17500  | Sous-Lieutenant       |
| 25000  | Lieutenant            |
| 33000  | Capitaine             |
| 41000  | Lieutenant-Commandant |
| 52000  | Commandant            |
| 65000  | Général               |

Le joueur peut consulter son rang en survolant son casque avec le pointeur de sa souris, dans son transport. Il peut également consulter l'avancement de sa prochaine promotion sur son ordinateur personnel, dans son transport également. S'il obtient une promotion à l'issue d'une mission, cette promotion sera indiquée dans l'écran de compte-rendu de mission. Son rang est influencé par les points acquis au cours de toute mission accomplie (campagne ou simulateur). Cependant, à partir du grade de Tireur 1re Classe, le joueur devra lancer des missions personnalisées depuis le simulateur pour grimper dans la hiérarchie des rangs :
| Rangs              |
| ------------------ |
| Non gradé          |
| Certifié           |
| Tireur 4e Classe   |
| Tireur 3e Classe   |
| Tireur 2e Classe   |
| Tireur 1re Classe  |
| Expert 4e Grade    |
| Expert 3e Grade    |
| Expert 2e Grade    |
| Expert 1er Grade   |
| As 4e Niveau       |
| As 3e Niveau       |
| As 2e Niveau       |
| As 1er Niveau      |
| Super As 4e Ordre  |
| Super As 3e Ordre  |
| Super As 2e Ordre  |
| Super As 1er Ordre |
| Jedi 4e Degré      |
| Jedi 3e Degré      |
| Jedi 2e Degré      |
| Jedi 1er Degré     |
| Maître Jedi        |

À l'issue des Batailles pour l'Alliance, le joueur obtiendra des décorations, qui seront affichées sur un tableau, dans son transport.

### Simulateur

#### Missions de campagnes
Le simulateur permet au joueur de rejouer des missions de campagne accomplies : le joueur obtient alors, dans le hangar, un plus large choix de vaisseaux et équipements. De plus, il peut sélectionner la difficulté de la mission, activer ou non les collisions, les munitions illimitées, et l'invulnérabilité. L'écran de présentation affiche les records enregistrés pour cette mission. Le joueur peut naviguer entre les différentes missions et Batailles en utilisant les flèches blanches sur les côtés de l'écran.

#### Escarmouchespersonnalisées
Il peut également créer et jouer des missions personnalisées. Le joueur peut définir le nombre de groupes de vol (équipes), les vaisseaux de ces groupes, le milieu où se déroule le combat. Il existe 2 types de missions personnalisées :
- Mêlée : La mission dispose d'un compte à rebours que le joueur peut régler. L'équipe qui a le score le plus élevé à la fin de la mission gagne.
- Combat : L'horloge de mission se déroule normalement, le gagnant est le groupe qui remplit tous ses objectifs.

Dans le simulateur, le joueur a accès un nombre beaucoup plus important de vaisseaux, notamment aux vaisseaux Impériaux. Il peut également régler les paramètres de chaque groupe : nombre d'équipes (groupe de vol), nombre de vagues par groupe de vol (une fois une vague éliminée, la suivante prend sa place), nombre de vaisseaux par vague, identifiant des vaisseaux, type de vaisseaux, armement spéciaux, difficulté de l'IA.

Le niveau de difficulté de l'IA conditionne le nombre de points gagnés pour l'élimination de ces vaisseaux :
| Difficulté de l'IA | Facteur multiplicateur des points |
| ------------------ | --------------------------------- |
| Novice             | x1.0                              |
| Officier           | x1.5                              |
| Vétéran            | x2.0                              |
| As                 | x3.0                              |
| Super As           | x4.0                              |
| As des As          | x5.0                              |

## Communauté
Bien que XWA ait bénéficié de patchs, aucun remake et aucune extension n'en ont été faits. Cependant, le jeu étant aisément modifiable, de nombreuses communautés de fan et de moddeurs se sont attelés à la confection d'améliorations pour le jeu, afin d'augmenter la durée de vie du jeu et le plaisir du joueur.

## Accueil
Considéré comme le meilleur de la série des X-Wing dès sa sortie, XWA fut accueilli par la critique et plébiscité par les fans, surtout au niveau de sa qualité graphique : Bothan Online parle d'une claque visuelle, tandis que StarWars Universe souligne la trame historique, ainsi que la qualité des missions.